# Cák
Cák là một thị trấn thuộc hạt Vas, Hungary. Thị trấn này có diện tích 6,48 km², dân số năm 2010 là 287 người, mật độ 44 người/km².